# Vitamina B5

Ácido pantoténico.

La vitamina B5, vitamina W o ácido pantoténico es una vitamina hidrosoluble necesaria para la vida (nutriente esencial). Químicamente el ácido pantoténico es la D (+)-N-(2,4 dihidroxi-3,3-dimetilbutiril) β alanina, consiste en el ácido pantoico unido mediante un enlace peptídico a la β alanina. El ácido pantoténico es necesario para formar la coenzima A (CoA) y se considera crítico en el metabolismo y síntesis de carbohidratos, proteínas y grasas. Por su estructura química es una amida del ácido pantoico con beta-alanina. Su nombre deriva del griego pantothen, que significa “de todas partes”, pues hay pequeñas cantidades de ácido pantoténico en casi todos los alimentos y es más abundante en cereales integrales, legumbres, levaduras de cerveza, jalea real, huevos y carne. Se encuentra comúnmente en su forma alcohol, la provitamina pantenol, y como pantotenato de calcio.
Fue descubierta por Roger J. Williams en 1933 como cofactor de crecimiento de la levadura y logró sintetizarla en 1940. Su papel metabólico se comprendió en 1945, a raíz del descubrimiento de la coenzima A por Fritz Lipmann y la identificación de la vitamina como uno de sus componentes.

## Función biológica
Solo el isómero dextrorrotatorio (D) del ácido pantoténico posee actividad biológica. La forma levorrotatoria (L) puede actuar como antagonista de los efectos del isómero D. El ácido pantoténico se usa en la síntesis de la coenzima A (abreviada como CoA). Esta coenzima puede actuar como un grupo  transportador de acilos para formar acetil-CoA y otros componentes relacionados; ésta es una forma de transportar átomos de carbono dentro de la célula. La transferencia de átomos de carbono por la CoA es importante en la respiración celular, así como en la biosíntesis de muchos compuestos importantes como ácidos grasos, colesterol y acetil colina. El centro reactivo es el grupo sulfihidrilo terminal del CoA. Los grupos acilo se unen al CoA mediante un enlace tioester. El derivado resultante se denomina acil-CoA. Un grupo acilo que se une a menudo al CoA es el acetilo este derivado se denomina acetil-CoA. La hidrólisis de un enlace tioester es termodinamicamente más favorable que la de un éster de oxígeno porque los electrones del enlace C=O no pueden formar estructuras resonantes estables con el enlace C-S que es estable, en tanto que este si las pueda formar con el enlace C-O. En consecuencia, el acetil CoA tiene un alto potencial de acetilacion ya que la transferencia de grupos acilo es exergonica. El acetil Coa es un portador de un grupo acetilo activado de la misma forma que el ATP posee un grupo fosforilo activado. Gracias a su función recientemente descrita de donante de grupos acetato y acil grasos de las proteínas la CoA interviene en una amplia variedad de procesos celulares entre los que se encuentran pasos de traducción de la señal. Las histonas fuertemente acetiladas tienden a asociarse al ADN recién sintetizado o al ADN transcripcionalmente activo pero los lugares preferidos para la acetilacion difieren entre los dos procesos. las histonas recién sintetizadas que se asocian al ADN replicante solo están acetiladas de manera transitoria mientras que las acetiladas al ADN transcripcionalmente activo muestran una acetilacion dinámica. Dado que el ácido pantoténico participa en una amplia gama de papeles biológicos importantes, se lo considera esencial en todas las formas de vida. Por lo tanto, la deficiencia de ácido pantoténico puede tener numerosos y amplios efectos, como se discutirá más adelante.

## Requerimiento diario
El pantotenato en la forma de 4'-fosfopanteteína se considera la forma más activa de la vitamina en el organismo, pero es inestable a altas temperaturas o cuando se almacena durante periodos largos, como el pantotenato de calcio que es la forma más usual de la vitamina B5 vendida como suplemento dietario. Diez mg de pantotenato de calcio es equivalente a 9.2 mg de ácido pantoténico.
| Grupo             | Edad          | Necesidades (mg/día) |
| ----------------- | ------------- | -------------------- |
| Lactantes         | 0 - 6 meses   | 1.7                  |
| Bebés             | 7 - 12 meses  | 2                    |
| Niños             | 4 - 8 años    | 3                    |
| Niños             | 9 - 13.5 años | 4                    |
| Adolescentes      | 14 - 18 años  | 5                    |
| Adultos           | 19 y más      | 5                    |
| Embarazadas       |               | 6                    |
| Mujeres Lactantes |               | 7                    |

## Deficiencia
La deficiencia de ácido pantoténico es excepcionalmente rara y no se ha  estudiado en profundidad. En los pocos casos donde se ha visto la deficiencia (víctimas del hambre y ensayos voluntarios limitados), casi todos los síntomas pueden revertirse con el retorno o suministro de ácido pantoténico. Los síntomas de la deficiencia son similares a otras deficiencias de vitaminas del grupo B. De mayor a menor incluyen fatiga, alergias, náusea y dolor abdominal. En raras condiciones más serias (pero reversibles) se ha visto insuficiencia adrenal y encefalopatía hepática. Se han descrito sensaciones dolorosas tipo quemantes en los pies de pacientes voluntarios. La deficiencia de ácido pantoténico puede explicar sensaciones similares reportadas en prisioneros malnutridos de la guerra.

## Usos disputados

### Cuidado del cabello
Modelos identificados con irritación de la piel y pérdida del color del cabello podrían ser resultado de una deficiencia severa de ácido pantoténico. Como resultado, la industria cosmética comenzó a adicionar ácido pantoténico a varios productos cosméticos, incluyendo champús. Estos productos, sin embargo, no han mostrado beneficios en ensayos humanos. Incluso, muchos productos cosméticos muestran la advertencia de aditivos de ácido pantoténico.

### Acné
Siguiendo los descubrimientos o ensayos en ratones, en 1990 un estudio pequeño publicado fue promoviendo el uso de ácido pantoténico para tratar el acné vulgaris. De acuerdo a un estudio publicado en 1995 por el Dr. Lit-Hung Leung, altas dosis de vitamina B5 mejoraban el acné y reducían el tamaño del poro. Dr. Leung también propuso un mecanismo, indicando que la CoA regula hormonas y metabolismo de ácidos grasos. Sin suficiente cantidad de ácido pantoténico, la CoA producirá preferiblemente andrógenos. Esto causa el efecto que los ácidos grasos se acumulen y se excreten a través de las glándulas sebáceas, causando acné. El estudio Leung reunió 45 hombres asiáticos y 55 mujeres asiáticas, usaron dosis variadas de 10 a 20 g de ácido pantoténico, 80% de forma oral y 20% a través de crema tópica. Leung notó la mejoría del acné entre una semana y un mes del comienzo del tratamiento. Las críticas son rápidas y señalan los defectos en el estudio de Dr. Leung, sin embargo, el estudio no era un ensayo controlado placebo doble ciego. Hasta la fecha, el único estudio que ha observado el efecto de la vitamina B5 sobre el acné es el del Dr. Leung y solo pocos de algunos dermatólogos prescriben altas dosis de ácido pantoténico. Además, no existe evidencia documentada acerca de la regulación de acetil CoA sobre los andrógenos en lugar de los ácidos grasos en momentos de estrés o disponibilidad limitada, dado que los ácidos grasos son también necesarios para la vida.

### Polineuropatía diabética periférica
28 de 33 pacientes (84,8%) previamente tratados con ácido alfa-lipoico para la polineuropatía diabética reportaron mejoría al ser tratados adicionalmente en combinación con ácido pantoténico. La base teórica para esto es que ambas sustancias intervienen en diferentes puntos del metabolismo del piruvato y de esta manera son más efectivas que una sustancia por separado. Resultados clínicos adicionales indican que la polineuropatía diabética puede ocurrir en asociación con un disturbio metabólico prediabético existente, y que los síntomas de la neuropatía se pueden ver influidos favorablemente por la combinación de la terapia descrita, incluso en diabetes poco controladas. Actualmente, muchas compañías ofrecen suplementos de vitamina B5 dirigidos a reducir el acné. El tratamiento recomendado, sin embargo, puede percibirse como difícil y costoso. Muchos sitios sugieren iniciar los primeros tres días con 5 g y luego aumentar a 10 g diarios durante tres meses.

## Sinónimos
- Pantotenato, vitamina B5, Vilantae (el nombre de un suplemento usado para el tratamiento del acné).

## Historia
El término vitamina (vitamin)   deriva de vitamine «vital amina» acuñado en 1912 por el bioquímico polaco Casimir Funk, quien aisló un complejo de micronutrientes solubles en agua esenciales para la vida, todos los cuales presumió que eran aminas. (Cuando esta presunción se determinó que no era cierta, en inglés la "e" se eliminó del nombre, por lo tanto, "vitamin".) La nomenclatura de las vitaminas era alfabética, y Elmer McCollum  las llamó A (solubles en grasa) y B (solubles en agua). Con el tiempo, se aislaron y numeraron las vitaminas B hidrosolubles, ocho químicamente distintas,  siendo el ácido pantoténico denominado como vitamina B5.
Roger J. Williams descubrió la naturaleza esencial del ácido pantoténico en 1933 al demostrar que era necesario para el crecimiento de la levadura. Tres años después, Elvehjem y Jukes demostraron que era un factor de crecimiento y anti-dermatitis en los pollos. Williams apodó al compuesto «ácido pantoténico», derivando el nombre de la palabra griega pantos, que se traduce como 'de todas partes'. Su razón fue que encontró que estaba presente en casi todos los alimentos que probó. Williams determinó su estructura química en 1940.
En 1953, Fritz Lipmann compartió el Premio Nobel de Fisiología o Medicina «por su descubrimiento de la coenzima A y su importancia para el metabolismo intermedio», trabajo que había publicado en 1946.